# 碲化铥
碲化铥是一种无机化合物，为铥的碲化物之一，化学式Tm2Te3。它是正交晶系晶体，空间群Fddd。它在高温下可以溶于碲化铅，形成固溶体。
它被列入美国《有毒物质管制化学物质清单》。